# 那由他
那由他（なゆた）は、漢字文化圏における数の単位の一つ。那由他がいくつを示すかは時代や地域により異なり、また、現在でも人により解釈が分かれる。一般的には1060を指すが、1072とする人もいる。

## 概要
那由他は元は仏教用語で、サンスクリット語の「ナユタ」を音訳した、「極めて大きな数量」（新村出編　『広辞苑』第三版）の意味である。法華経の「化城喩品（けじょうゆほん）」や「如来寿量品（にょらいじゅりょうほん）」などに、「五百四十万億那由他劫、大通智勝仏の寿命は五百四十万億那由他劫」「百千万億那由他阿僧祇劫、百千万億那由他阿僧祇劫の時間」といったような用例が見られる。「万億那由他」「百千万億那由他」は上数の用法である。なお、『華厳経』の中では、後述のように現在一般的な命数法とは別の定義となっている。
数の単位としての初出は、元の朱世傑による数学書『算学啓蒙』であり、それまであった載よりも上の位として、極以上の他の単位とともに登場した。極以外は全て仏典からとられたものである。当時はすでに中数が使用されており、那由他は阿僧祇(10104)の万万倍で10112となる。
和書の中で、「那由他」を数の単位の一つとして正確に定義づけた上で他の用語とともに体系的に説明したのは、江戸時代に執筆され、当時ベストセラーとなった数学書である『塵劫記』が最初である。寛永4年（1627年）の初版では、載までを下数、極以上を万万進としたため、那由他は阿僧祇(1031)の万万倍で1039となる。寛永8年版では載までを中数の万進に改めたため、那由他は阿僧祇(1064)の万万倍で1072となった。寛永11年版で万進に統一され、那由他は阿僧祇(1056)の万倍の1060となった。ただし、今日でも寛永8年版を根拠に那由他を1072とする人もいる。もっとも、京以上の数については指数表記が用いられるのが普通であって実用ではまず用いられないので、極以降の値がどうなっていてもそれほど問題にはならない。
那由他の位および前後の位の命数は以下のようになる。
| 10104 | 一阿僧祇   |
| …     | …          |
| 10111 | 千万阿僧祇 |
| 10112 | 一那由他   |
| 10113 | 十那由他   |
| 10114 | 百那由他   |
| 10115 | 千那由他   |
| 10116 | 一万那由他 |
| 10117 | 十万那由他 |
| 10118 | 百万那由他 |
| 10119 | 千万那由他 |
| 10120 | 一不可思議 |

| 1031 | 一阿僧祇   |
| …    | …          |
| 1038 | 千万阿僧祇 |
| 1039 | 一那由他   |
| 1040 | 十那由他   |
| 1041 | 百那由他   |
| 1042 | 千那由他   |
| 1043 | 一万那由他 |
| 1044 | 十万那由他 |
| 1045 | 百万那由他 |
| 1046 | 千万那由他 |
| 1047 | 一不可思議 |

| 1064 | 一阿僧祇   |
| …    | …          |
| 1071 | 千万阿僧祇 |
| 1072 | 一那由他   |
| 1073 | 十那由他   |
| 1074 | 百那由他   |
| 1075 | 千那由他   |
| 1076 | 一万那由他 |
| 1077 | 十万那由他 |
| 1078 | 百万那由他 |
| 1079 | 千万那由他 |
| 1080 | 一不可思議 |

| 1056 | 一阿僧祇   |
| …    | …          |
| 1059 | 千阿僧祇   |
| 1060 | 一那由他   |
| 1061 | 十那由他   |
| 1062 | 百那由他   |
| 1063 | 千那由他   |
| 1064 | 一不可思議 |

## 性質
現在の日本における1那由他は、英語圏のShort scaleでは Novemdecillion、Long scaleでは Decillion に相当する。
千進の英語圏Short scale、万進の漢字圏、百万進のLong scaleで単位があがる数である。これは他に兆、𥝱（秭）、澗、極（指数が12の倍数となる10の累乗数）が該当する。

## 使用例
例1
16×16の格子状の道について、同じところを2度通らない道順の数
68那由他7454阿僧祇4560恒河沙9149極9315載8763正1563澗1324溝8923穣2824𥝱5879垓4596京8099兆4572億8541万9306通り
例2
3つの立方数の和が3となる3つ目の例
{\displaystyle 569936821221962380720^{3}+(-569936821113563493509)^{3}+(-472715493453327032)^{3}=3}
各立法数をもとめると、それぞれ
185那由他1314阿僧祇2647恒河沙0358極7210載3000正3064澗5504溝8912穣0286𥝱0631垓5008京9838兆9977億4924万8000
-185那由他1314阿僧祇2636恒河沙4725極7462載8907正3278澗1685溝4239穣9539𥝱6198垓0212京7338兆9089億4467万1229
-10恒河沙5632極9747載4092正9786澗3819溝4672穣0746𥝱4433垓4796京2500兆0888億0457万6768

## 華厳経における那由他
『華厳経』の中では、那由他を大きさは訳により異なるものの、次のような数としているが、これは実用のものではない。
- 八十華厳・四十華厳においては、107×22＝1028
- 六十華厳においては、1010×22＝1040

なお、『華厳経』では阿僧祇はこれも大きさは訳により異なるものの、那由他よりも圧倒的に大きい。